# Arminas Narbekovas
Arminas Narbekovas (Gargždai, 1965. január 28. –) olimpiai bajnok szovjet válogatott litván labdarúgó, középpályás, edző. Az év litván labdarúgója (1985, 1986, 1987, 1988).

## Pályafutása

### Klubcsapatban
1983 és 1990 között a Zsalgirisz, 1990-ben a Lokomotyiv Moszkva labdarúgója volt. 1990-ben Ausztriába szerződött és pályafutása további részét ott töltötte. 1990 és 1996 között az Austria Wien játékosa volt, ahol három osztrák bajnoki címet és két kupagyőzelmet ért el a csapattal. 1996 és 1998 között az Admira Wacker, 1998–99-ben az FCN Sankt Pölten, 1999–00-ben ismét az Adimra, 2000–01-ben az SV Hundsheim, 2001 és 2003 között a Wiener SC, 2003–04-ben a White Star Brigittenau, 2004–05-ben az SV Weikersdorf csapatában szerepelt.
1985 és 1988 között sorozatban négyszer választották az év litván labdarúgójának.

### A válogatottban
Tagja volt az 1987-es zágrábi universiadén aranyérmes válogatottnak és a torna gólkirálya lett. Részt vett az 1988-as szöuli olimpián, ahol aranyérmet szerzett a csapattal. Összesen hét alkalommal szerepelt a szovjet olimpiai válogatottban és két gólt szerzett.
1990 és 2001 között 13 alkalommal szerepelt a litván válogatottban és négy gólt szerzett.

### Edzőként
2004–05-ben az SV Weikersdorf játékos-edzője volt. 2006–07-ben a Žalgiris vezetőedzőjeként tevékenykedett. 2007 és 2009 között az osztrák SV Donau Langlebarn csapatánál dolgozott. 2009-ben hazatért és az FK Banga vezetőedzője lett. Közben a segédedzőként a litván válogatottnál is tevékenykedett. Mindkét megbízása 2012-ben szűnt meg. 2012-ben a Spartaks Jūrmala, 2013 és 2015 között a litván U21-es válogatott szakmai munkáját irányította.

## Sikerei, díjai
- az év litván labdarúgója (1985, 1986, 1987, 1988)

 Szovjetunió
- Universiade
  - aranyérmes: 1987, Zágráb
  - gólkirály: 1987, Zágráb
- Olimpiai játékok
  - aranyérmes: 1988, Szöul

 Austria Wien
- Osztrák bajnokság
  - bajnok (3): 1990–91, 1991–92, 1992–93
- Osztrák kupa
  - győztes (2): 1992, 1994

## Statisztika

### Mérkőzései a szovjet olimpiai válogatottban
| Szovjetunió | Szovjetunió          | Szovjetunió                   | Szovjetunió      | Szovjetunió | Szovjetunió | Szovjetunió          | Szovjetunió | Szovjetunió |
| #           | Dátum                | Helyszín                      | Hazai            | Eredmény    | Vendég      | Kiírás               | Gólok       | Esemény     |
| ----------- | -------------------- | ----------------------------- | ---------------- | ----------- | ----------- | -------------------- | ----------- | ----------- |
| 1.          | 1987. október 28.    | Lausanne, Olimpiai Stadion    | Svájc            | 2 – 4       | Szovjetunió | olimpiai selejtező   | -           | 68'         |
| 2.          | 1988. szeptember 18. | Puszan, Gudeok Stadion        | Dél-Korea        | 0 – 0       | Szovjetunió | olimpiai csoportkör  | -           |             |
| 3.          | 1988. szeptember 20. | Tegu, Polgári Stadion (KOR)   | Argentína        | 1 – 2       | Szovjetunió | olimpiai csoportkör  | -           |             |
| 4.          | 1988. szeptember 22. | Tegu, Polgári Stadion (KOR)   | Egyesült Államok | 2 – 4       | Szovjetunió | olimpiai csoportkör  | 1           | 19'         |
| 5.          | 1988. szeptember 25. | Puszan, Gudeok Stadion (KOR)  | Szovjetunió      | 3 – 0       | Ausztrália  | olimpiai negyeddöntő | -           |             |
| 6.          | 1988. szeptember 27. | Puszan, Gudeok Stadion (KOR)  | Olaszország      | 2 – 3       | Szovjetunió | olimpiai elődöntő    | 1           | 92'         |
| 7.          | 1988. október 1.     | Szöul, Olimpiai Stadion (KOR) | Szovjetunió      | 2 – 1       | Brazília    | olimpiai döntő       | -           |             |
|             | Összesen             |                               |                  | 7           | mérkőzés    |                      | 2           | gól         |

### Mérkőzései a litván válogatottban
| Litvánia | Litvánia             | Litvánia                            | Litvánia       | Litvánia | Litvánia      | Litvánia     | Litvánia | Litvánia       |
| #        | Dátum                | Helyszín                            | Hazai          | Eredmény | Vendég        | Kiírás       | Gólok    | Esemény        |
| -------- | -------------------- | ----------------------------------- | -------------- | -------- | ------------- | ------------ | -------- | -------------- |
| 1.       | 1990. május 27.      | Tbiliszi, Dinamo Stadion            | Grúzia         | 2 – 2    | Litvánia      | barátságos   | 1        | 12' (11-esből) |
| 2.       | 1992. április 14.    | Bécs, Ernst Happel Stadion          | Ausztria       | 4 – 0    | Litvánia      | barátságos   | -        |                |
| 3.       | 1992. április 28.    | Belfast, Windsor Park               | Észak-Írország | 2 – 2    | Litvánia      | vb-selejtező | 1        | 40'            |
| 4.       | 1992. augusztus 12.  | Riga, Daugava Stadion               | Lettország     | 1 – 2    | Litvánia      | vb-selejtező | -        | 2'             |
| 5.       | 1994. május 25.      | Ostrava, Bazaly Stadion             | Csehország     | 5 – 3    | Litvánia      | barátságos   | 1        | 52'            |
| 6.       | 1994. november 16.   | Maribor, Népkert Stadion            | Szlovénia      | 1 – 2    | Litvánia      | Eb-selejtező | -        |                |
| 7.       | 1995. március 29.    | Vilnius, Klaipėdos Központi Stadion | Litvánia       | 0 – 0    | Horvátország  | Eb-selejtező | -        | 24'            |
| 8.       | 1996. október 5.     | Vilnius, Klaipėdos Központi Stadion | Litvánia       | 2 – 0    | Izland        | vb-selejtező | -        | 89'            |
| 9.       | 1996. október 9.     | Vilnius, Klaipėdos Központi Stadion | Litvánia       | 2 – 1    | Liechtenstein | vb-selejtező | 1        | 54'            |
| 10.      | 1997. augusztus 20.  | Dublin, Lansdowne Road              | Írország       | 0 – 0    | Litvánia      | vb-selejtező | -        |                |
| 11.      | 1997. szeptember 6.  | Vilnius, Klaipėdos Központi Stadion | Litvánia       | 2 – 0    | Macedónia     | vb-selejtező | -        | 86'            |
| 12.      | 1997. szeptember 10. | Vilnius, Klaipėdos Központi Stadion | Litvánia       | 1 – 2    | Írország      | vb-selejtező | -        |                |
| 13.      | 2001. szeptember 1.  | Kaunas, Darius és Girėnas Stadion   | Litvánia       | 0 – 0    | Olaszország   | vb-selejtező | -        | 88'            |
|          | Összesen             |                                     |                | 13       | mérkőzés      |              | 4        | gól            |